# Championnat de Turquie de basket-ball
Le championnat de Turquie de basket-ball (en turc : Türkiye Basketbol Süper Ligi ou Süper Ligi), officiellement Beko Basketbol Ligi, d'après le nom de son sponsor, est une compétition de basket-ball qui représente en Turquie le sommet de la hiérarchie du basket-ball. La seconde division turque est la TBL.
Le championnat de Turquie de basket-ball existe depuis 1966. 
Ce championnat regroupe les seize meilleures équipes turques. Elles se rencontrent chacune à deux reprises (un match à domicile et un match à l'extérieur). À l'issue de la saison régulière, les huit premiers s'affrontent lors des playoffs. Les quarts de finale se disputent au meilleur des trois matchs, les demi-finales au meilleur des cinq et la finale se disputent au meilleur des sept matchs. Le vainqueur de ces playoffs est désigné champion de Turquie. Les deux derniers de la saison régulière sont relégués en TB2L.

## Historique
Une ligue non officielle est créée en 1927 à Istanbul, jusqu'à la création d'une ligue régionale officielle en 1933. De 1946 à 1966, les championnats de basket-ball sont organisés entre les clubs majeurs d'Istanbul, Ankara et İzmir. 
En 2015, la première division qui s'appelait alors TBL prend le nom de Süper Ligi et la seconde division, jusqu'alors TB2L, devient la TBL (Türkiye Basketbol Ligi).

## Clubs participants (2023-2024)
| Club                   | Classement 2022-2023 | Salle                              | Capacité théorique |
| ---------------------- | -------------------- | ---------------------------------- | ------------------ |
| Türk Telekom           | 1er                  | Ankara Arena                       | 10 400             |
| Fenerbahçe SK          | 2e                   | Ülker Sports Arena                 | 13 800             |
| Anadolu Efes Istanbul  | 3e                   | Sinan Erdem Dome                   | 16 000             |
| Karşıyaka SK           | 4e                   | Karşıyaka Arena                    | 5 000              |
| Bursaspor              | 5e                   | Tofaş Nilüfer Spor Salonu          | 7 500              |
| Darüşşafaka SK         | 6e                   | Volkswagen Arena                   | 5 000              |
| Tofaş Bursa            | 7e                   | Tofaş Nilüfer Spor Salonu          | 7 500              |
| Galatasaray SK         | 8e                   | Sinan Erdem Dome                   | 16 000             |
| Bahçeşehir Koleji      | 9e                   | Ülker Sports Arena                 | 13 800             |
| Büyükçekmece Basketbol | 10e                  | Gazanfer Bilge Spor Salonu         | 3 000              |
| Manisa BB              | 11e                  | Muradiye Spor Salonu               | 3 500              |
| Petkim İzmir           | 12e                  | ENKA Spor Salonu                   | 3 000              |
| Merkezefendi Denizli   | 13e                  | Pamukkale Üniversitesi Spor Salonu | 3 490              |
| Beşiktaş JK            | 14e                  | Akatlar Arena                      | 3 200              |
| Bodrumspor             | 1er (D2)             | Bodrum Spor Salonu                 | 1 000              |
| Samsunspor             | 2e (D2)              | Mustafa Dağıstanlı Spor Salonu     | 2 000              |

## Palmarès
| Saison    | Champion                                                | Finaliste                                               | Résultat                                                | MVP des Finales                                         | Entraîneur champion                                     |
| --------- | ------------------------------------------------------- | ------------------------------------------------------- | ------------------------------------------------------- | ------------------------------------------------------- | ------------------------------------------------------- |
| 1966-1967 | Altınordu                                               | Galatasaray SK                                          | -                                                       |                                                         | Samim Göreç                                             |
| 1967-1968 | İTÜ                                                     | Fenerbahçe SK                                           | -                                                       |                                                         | Mehmet Baturalp                                         |
| 1968-1969 | Galatasaray SK                                          | İTÜ                                                     | -                                                       |                                                         | Petar Sinemov                                           |
| 1969-1970 | İTÜ                                                     | Fenerbahçe SK                                           | -                                                       |                                                         | Mehmet Baturalp                                         |
| 1970-1971 | İTÜ                                                     | Fenerbahçe SK                                           | -                                                       |                                                         | Şengün Kaplanoğlu                                       |
| 1971-1972 | İTÜ                                                     | Beşiktaş JK                                             | -                                                       |                                                         | Samim Göreç                                             |
| 1972-1973 | İTÜ                                                     | Şekerspor                                               | -                                                       |                                                         | Öner Şaylan                                             |
| 1973-1974 | Muhafızgücü                                             | Şekerspor                                               | -                                                       |                                                         | Armağan Asena                                           |
| 1974-1975 | Beşiktaş JK                                             | Galatasaray SK                                          | -                                                       |                                                         | Cavit Altunay                                           |
| 1975-1976 | Eczacıbaşı                                              | Beşiktaş JK                                             | -                                                       |                                                         | Aydan Siyavuş                                           |
| 1976-1977 | Eczacıbaşı                                              | Beşiktaş JK                                             | -                                                       |                                                         | Aydan Siyavuş                                           |
| 1977-1978 | Eczacıbaşı                                              | Tofaş Bursa                                             | -                                                       |                                                         | Aydan Siyavuş                                           |
| 1978-1979 | Anadolu Efes Pilsen                                     | Eczacıbaşı                                              | -                                                       |                                                         | Faruk Akagün                                            |
| 1979-1980 | Eczacıbaşı                                              | Efes Pilsen                                             | -                                                       |                                                         | Aydan Siyavuş                                           |
| 1980-1981 | Eczacıbaşı                                              | Beşiktaş JK                                             | -                                                       |                                                         | Aydan Siyavuş                                           |
| 1981-1982 | Eczacıbaşı                                              | Beşiktaş JK                                             | -                                                       |                                                         | Aydan Siyavuş                                           |
| 1982-1983 | Efes Pilsen                                             | Fenerbahçe SK                                           | -                                                       |                                                         | Rıza Erverdi                                            |
| 1983-1984 | Efes Pilsen                                             | Karşıyaka SK                                            | 2-1                                                     |                                                         | Aydan Siyavuş                                           |
| 1984-1985 | Galatasaray SK                                          | Fenerbahçe SK                                           | 2-1                                                     |                                                         | Nur Germen                                              |
| 1985-1986 | Galatasaray SK                                          | Efes Pilsen                                             | 2-1                                                     |                                                         | Fehmi Sadıkoğlu                                         |
| 1986-1987 | Karşıyaka SK                                            | Galatasaray SK                                          | 2-1                                                     |                                                         | Nadir Vekiloğlu                                         |
| 1987-1988 | Eczacıbaşı                                              | Çukurova Sanayi                                         | 3-1                                                     |                                                         | Mehmet Baturalp                                         |
| 1988-1989 | Eczacıbaşı                                              | Çukurova Sanayi                                         | 3-1                                                     |                                                         | Mehmet Baturalp                                         |
| 1989-1990 | Galatasaray SK                                          | Paşabahçe SK                                            | 3-1                                                     |                                                         | Faruk Akagün                                            |
| 1990-1991 | Fenerbahçe SK                                           | Tofaş Bursa                                             | 3-2                                                     |                                                         | Çetin Yılmaz                                            |
| 1991-1992 | Efes Pilsen                                             | Paşabahçe SK                                            | 3-1                                                     |                                                         | Aydın Örs                                               |
| 1992-1993 | Efes Pilsen                                             | Fenerbahçe SK                                           | 4-0                                                     |                                                         | Aydın Örs                                               |
| 1993-1994 | Efes Pilsen                                             | Ülkerspor                                               | 4-2                                                     |                                                         | Aydın Örs                                               |
| 1994-1995 | Ülkerspor                                               | Fenerbahçe SK                                           | 4-2                                                     |                                                         | Çetin Yılmaz                                            |
| 1995-1996 | Efes Pilsen                                             | Ülkerspor                                               | 4-0                                                     |                                                         | Aydın Örs                                               |
| 1996-1997 | Efes Pilsen                                             | Türk Telekom                                            | 4-1                                                     |                                                         | Aydın Örs                                               |
| 1997-1998 | Ülkerspor                                               | Efes Pilsen                                             | 4-2                                                     |                                                         | Çetin Yılmaz                                            |
| 1998-1999 | Tofaş Bursa                                             | Efes Pilsen                                             | 4-2                                                     |                                                         | Jasmin Repeša                                           |
| 1999-2000 | Tofaş Bursa                                             | Efes Pilsen                                             | 4-1                                                     |                                                         | Tolga Öngören                                           |
| 2000-2001 | Ülkerspor                                               | Efes Pilsen                                             | 4-2                                                     |                                                         | Murat Didin                                             |
| 2001-2002 | Efes Pilsen                                             | Ülkerspor                                               | 4-2                                                     |                                                         | Oktay Mahmuti                                           |
| 2002-2003 | Efes Pilsen                                             | Ülkerspor                                               | 4-3                                                     |                                                         | Oktay Mahmuti                                           |
| 2003-2004 | Efes Pilsen                                             | Ülkerspor                                               | 4-2                                                     |                                                         | Oktay Mahmuti                                           |
| 2004-2005 | Efes Pilsen                                             | Beşiktaş JK                                             | 4-1                                                     |                                                         | Oktay Mahmuti                                           |
| 2005-2006 | Ülkerspor                                               | Efes Pilsen                                             | 4-0                                                     |                                                         | Murat Özyer                                             |
| 2006-2007 | Fenerbahçe SK                                           | Efes Pilsen                                             | 4-0                                                     |                                                         | Aydın Örs                                               |
| 2007-2008 | Fenerbahçe SK                                           | Türk Telekom                                            | 4-1                                                     |                                                         | Bogdan Tanjević                                         |
| 2008-2009 | Efes Pilsen                                             | Fenerbahçe SK                                           | 4-2                                                     | Bootsy Thornton                                         | Ergin Ataman                                            |
| 2009-2010 | Fenerbahçe SK                                           | Efes Pilsen                                             | 4-2                                                     | Tarence Kinsey                                          | Ertuğrul Erdoğan                                        |
| 2010-2011 | Fenerbahçe SK                                           | Galatasaray SK                                          | 4-2                                                     | Oğuz Savaş                                              | Neven Spahija                                           |
| 2011-2012 | Beşiktaş JK                                             | Anadolu Efes                                            | 4-2                                                     | Carlos Arroyo                                           | Ergin Ataman                                            |
| 2012-2013 | Galatasaray SK                                          | Bandırma Banvit                                         | 4-1                                                     | Jamont Gordon                                           | Ergin Ataman                                            |
| 2013-2014 | Fenerbahçe SK                                           | Galatasaray SK                                          | 4-3                                                     | non décerné                                             | Željko Obradović                                        |
| 2014-2015 | Karşıyaka SK                                            | Anadolu Efes                                            | 4-1                                                     | Bobby Dixon                                             | Ufuk Sarıca                                             |
| 2015-2016 | Fenerbahçe SK                                           | Anadolu Efes                                            | 4-2                                                     | Luigi Datome                                            | Željko Obradović                                        |
| 2016-2017 | Fenerbahçe SK                                           | Beşiktaş JK                                             | 4-0                                                     | Bogdan Bogdanović                                       | Željko Obradović                                        |
| 2017-2018 | Fenerbahçe SK                                           | Tofaş Bursa                                             | 4-1                                                     | Brad Wanamaker                                          | Željko Obradović                                        |
| 2018-2019 | Anadolu Efes                                            | Fenerbahçe SK                                           | 4-3                                                     | Shane Larkin                                            | Ergin Ataman                                            |
| 2019-2020 | championnat arrêté en raison de la pandémie de Covid-19 | championnat arrêté en raison de la pandémie de Covid-19 | championnat arrêté en raison de la pandémie de Covid-19 | championnat arrêté en raison de la pandémie de Covid-19 | championnat arrêté en raison de la pandémie de Covid-19 |
| 2020-2021 | Anadolu Efes                                            | Fenerbahçe SK                                           | 3-0                                                     | Rodrigue Beaubois                                       | Ergin Ataman                                            |
| 2021-2022 | Fenerbahçe SK                                           | Anadolu Efes                                            | 3-1                                                     | Jan Veselý                                              | Aleksandar Đorđević                                     |
| 2022-2023 | Anadolu Efes                                            | Karşıyaka SK                                            | 3-0                                                     | Vasilije Micić                                          | Ergin Ataman                                            |
| 2023-2024 | Fenerbahçe SK                                           | Anadolu Efes                                            | 3-1                                                     | Nigel Hayes                                             | Šarūnas Jasikevičius                                    |
| 2024-2025 | Fenerbahçe SK                                           | Beşiktaş JK                                             | 4-1                                                     | Khem Birch                                              | Šarūnas Jasikevičius                                    |

## Bilan par club
| Club           | Champion | Finaliste | Années                                                                                         |
| -------------- | -------- | --------- | ---------------------------------------------------------------------------------------------- |
| Anadolu Efes   | 16       | 14        | 1979, 1983, 1984, 1992, 1993, 1994, 1996, 1997, 2002, 2003, 2004, 2005, 2009, 2019, 2021, 2023 |
| Fenerbahçe SK  | 12       | 10        | 1991, 2007, 2008, 2010, 2011, 2014, 2016, 2017, 2018, 2022, 2024, 2025                         |
| Eczacıbaşı     | 8        | 1         | 1976, 1977, 1978, 1980, 1981, 1982, 1988, 1989                                                 |
| Galatasaray SK | 5        | 5         | 1969, 1985, 1986, 1990, 2013                                                                   |
| İTÜ            | 5        | 1         | 1968, 1970, 1971, 1972, 1973                                                                   |
| Ülkerspor      | 4        | 5         | 1995, 1998, 2001, 2006                                                                         |
| Beşiktaş JK    | 2        | 7         | 1975, 2012                                                                                     |
| Tofaş Bursa    | 2        | 3         | 1999, 2000                                                                                     |
| Karşıyaka SK   | 2        | 2         | 1987, 2015                                                                                     |
| Altınordu SK   | 1        | 0         | 1967                                                                                           |
| Muhafızgücü SK | 1        | 0         | 1974                                                                                           |